# Manifattura

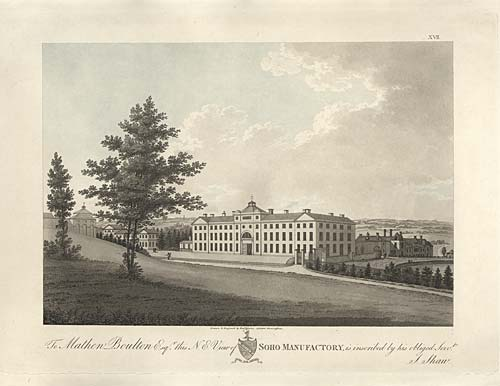
Manifattura di Birmingham intorno al 1800

Oggi si indicano con l'espressione manifattura i processi che costituiscono le fasi della produzione industriale di manufatti materiali cioè tangibili, il luogo in cui si eseguono produzioni del settore secondario dell'economia; manifatturiera è l'azienda che li esegue. Esempio: una manifattura di elettrodomestici, una manifattura di giocattoli, ecc.
Secondo l'uso degli storici, invece, con essa si indica un tipo  di impresa di trasformazione intermedia fra la fase artigianale propriamente detta e quella industriale.
La manifattura è già un'impresa capitalistica, in quanto il proprietario è un investitore che non partecipa alla lavorazione, e da questo dipendono centinaia, talvolta migliaia, di lavoratori.
Non è, tuttavia, ancora un'industria, dal momento che non utilizza motori termici, né tanto meno elettrici.
Si tratta di stabilimenti in cui i lavori vengono ancora svolti a mano, ma secondo criteri industriali come quelli della produzione in serie e della divisione dei compiti. Il settore delle costruzioni (edilizia e impiantistica) solitamente non lo si assimila alla manifattura, nonostante sia caratterizzato da produzione tangibile.
Ancora oggi, in senso lato, la parola può indicare oggetti fatti a mano da artigiani. Per esempio in Valle d'Aosta sono famose le manifatture in legno e in Sardegna o in Sicilia le manifatture dolciarie.

## Storia

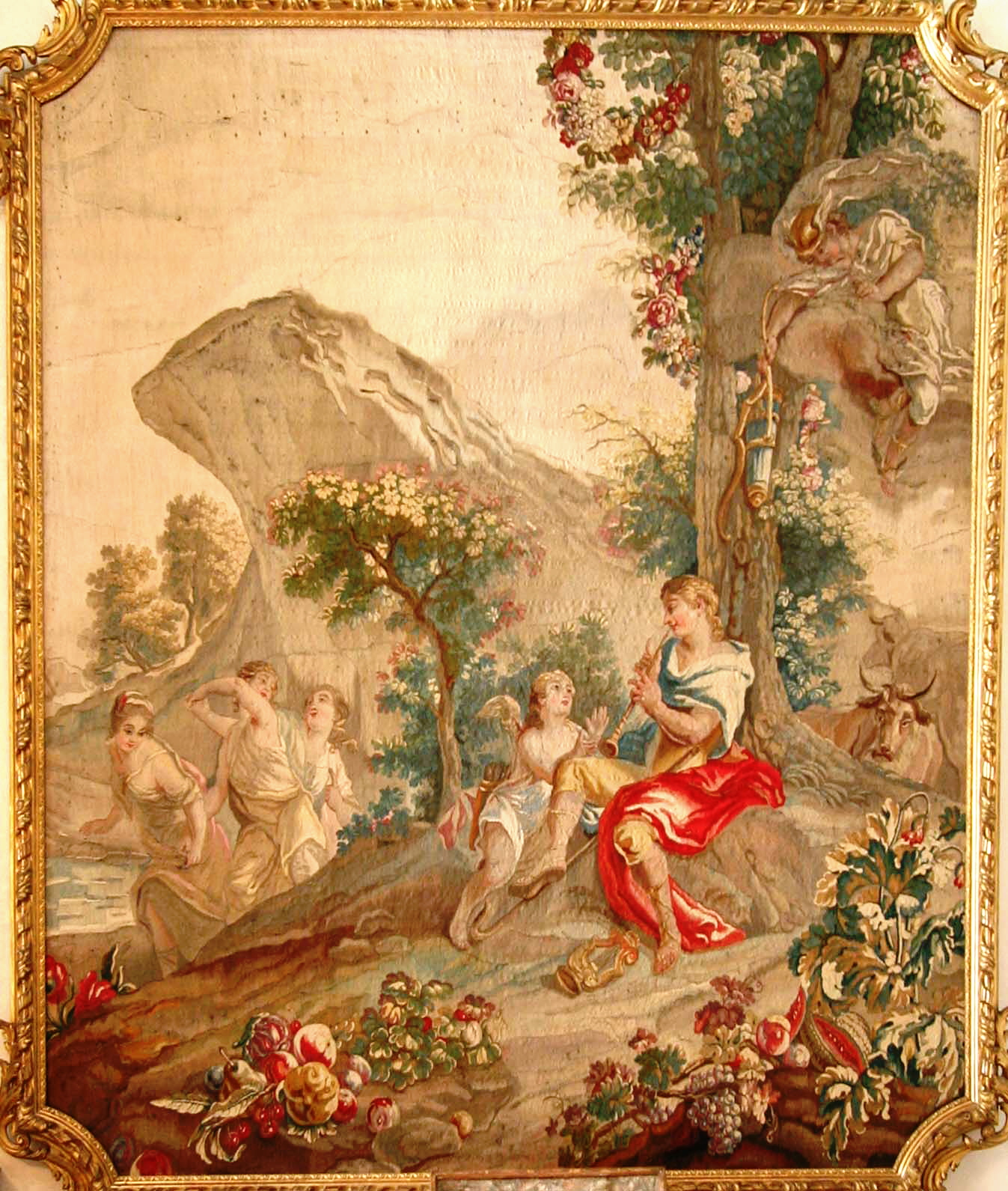
L'educazione di Apollo, arazzo della manifattura d'Aubusson, metà XVIII sec.

Le manifatture si svilupparono a partire dal Seicento al di fuori del sistema delle corporazioni e delle sue rigide regolamentazioni e controlli.Esse rimasero, tuttavia, sempre minoritarie rispetto all'economia artigianale e al Verlagssystem che ancora dominavano l'Europa.
Con la crisi economica dell’inizio del ‘600, si ebbe "il crollo quasi improvviso delle esportazioni delle principali città manifatturiere italiane dell’epoca (Milano, Venezia, Firenze, Genova, Pisa, Napoli) produsse rapidamente un impoverimento diffuso della popolazione e una grave regressione delle condizioni di vita.
Allora la fine dell’indipendenza degli staterelli italiani, il dominio spagnolo e austriaco, nonché la scoperta dell’America e dell’oro degli Incas furono indicati come le cause del
declino. Ma sappiamo che c’erano anche cause interne, come il blocco della imminente rivoluzione scientifica e industriale, il blocco della sperimentazione scientifica e tecnologica
(simboleggiata da Galileo prigioniero a Roma del Sant’Uffizio), e la fuga dei capitali dalla manifattura".
Le uniche manifatture che riuscirono a sopravvivere e ad affermarsi furono quelle che godevano di monopolio o privilegio concesso dal sovrano, di qui le continue richieste di lettere patenti.
D'altra parte la politica economica degli stati nell'età dell'Assolutismo, ispirata ai principi del Mercantilismo, fu quella di promuovere le manifatture reali finalizzate non solo alla produzione per la Corte e l'Esercito, ma anche all'esportazione.
Uno dei settori più tipici in cui si diffusero le manifatture sovrane fu quello delle porcellane, fra cui le celebri fabbriche di Meissen, Sèvres, Capodimonte, Vienna, Berlino e Copenaghen, molte delle quali tuttora esistenti.
In Francia Colbert fra il 1663 e il 1665 fondò ben quattro manifatture di arazzi, tappezzerie e tappeti, a Beauvais, ad Aubusson, alla Savonnerie, e ai Gobelins; fondò inoltre la manifattura dei vetri e specchi di Saint-Gobain.
In Spagna la dinastia borbonica promosse decine di Real Fábricas, soprattutto di tessuti, armi, ceramiche e tabacchi. Fra le più famose la manifattura di porcellane al Buen Retiro, quella di tappezzerie a Santa Barbara, e quella di vetri e specchi a La Granja.
Nel regno di Napoli, oltre alla già citata manifattura di Capodimonte, bisogna ricordare le seterie di San Leucio.
In Austria bisogna ricordare la manifattura di panni di lana di Linz fondata da Maria Teresa, che nel 1775 impiegava 26.000 operai.